# 长湘高速湘江特大桥
长湘高速湘江特大桥位于湖南省长沙市望城区境内，为湖南京港澳高速复线－岳潭高速长湘段跨越湘江、大众垸区与沩水的一座特大高架桥梁，也是长沙市辖域最北端湘江过江桥梁。桥的东段位于望城区铜官镇太丰村，西段止于乌山镇枫树村。桥全长8.3公里，双向六车道，为湖南高速公路在建的最长桥梁，位于湘江的五个主桥墩主体建设于2010年12月完工，整个工程将于2012年与长湘高速同步完工。